# Киселівка (Логойський район)
Киселівка — (біл. вёска Кіселёўка), село (веска) в складі Логойського району розташоване в Мінській області Білорусі, підпорядковане Швабській сільській раді.
Село Киселівка розташоване в центральних районах Білорусі, у північній частині Мінської області - орієнтовне розташування [Архівовано 11 Червня 2020 у Wayback Machine.].